# Jeu vidéo en Afrique
Le jeu vidéo en Afrique est un secteur qui émerge à partir de 1994, date de l’installation en Afrique du Sud du premier studio indépendant d’Afrique, Celestial Games. Le secteur se développe ensuite lentement avec notamment l’implantation d’Ubisoft à Casablanca au Maroc en 1998 et la création d’entreprises locales comme celle de Madiba Olivier, créateur de Aurion : L'Héritage des Kori-Odan, de Wesley Kirinya qui conçoit le premier jeu indépendant africain en 3D, Adventures of Nyangi,,,, ou encore du studio malgache Lomay, créateur du jeu de course Gazkar. Les premières initiatives et la démocratisation des smartphones et de l'accès à internet permettent ensuite à de nouveaux projets de voir le jour.

## Histoire
L'histoire de l'industrie du jeu vidéo sur le continent africain débute en 1996 avec la sortie sur DOS par Celestial Games, le premier studio de jeux vidéo africain, de Toxic Bunny (en), le premier jeu vidéo africain. Ce jeu de plateformes met le joueur dans la peau de Toxic, un lapin mutant qui cherche à retrouver le responsable du chaos sur Terre,.
En 1998, Ubisoft ouvre à Casablanca, au Maroc, le premier studio de jeux vidéo d'Afrique du Nord,,. Le studio est constitué en 2010 de 150 salariés.
En 2000, Ubisoft Casablanca sort sur PC, Nintendo 64, et Dreamcast, Donald Duck Couak Attack, le premier jeu vidéo africain en 3D, également premier jeu vidéo africain à être licencié par un constructeur de console de jeux vidéo,.
En 2002, I-Imagine Interactive, un studio sud-africain créé en 1999 par Dan Wagner sort sur Xbox,,, Chase: Hollywood Stunt Driver. Plus tard quelques autres jeux vidéo sont développés par le studio (notamment Final Armada sortie en 2007 sur PS2 et PSP,) mais ils n'obtiennent pas le succès escompté, ce qui provoque l'expatriation de la plupart des salariés,. En 2009, sort sur Xbox 360, Football Genius: The Ultimate Quiz, le dernier jeu vidéo du studio, qui est depuis lors inactif.
En 2007, Wesley Kirinya (fondateur du studio Gwimgrafx Studios), sort Adventures of Nyangi, le premier jeu vidéo kényan, également premier jeu vidéo indépendant africain en 3D,,,. Ce jeu met le joueur dans la peau de Nyangi, une femme qui doit trouver de rares artefacts africains.
En 2013, le studio Cyan Girls (composé de 3 ingénieures de l’Ecole polytechnique de Dakar), sort Dakar Madness, le premier jeu vidéo sénégalais,,.
En mai 2014, le studio Nelli Studio sort e-Fanorona. Ce jeu vidéo sorti sur mobile est une adaptation numérique du fanorona, un jeu de société traditionnel malgache.
Le 9 mai 2015, Ousseynou Khadim Bèye, un ingénieur de l’École Polytechnique de Dakar et de l’École Centrale de Lyon sort Cross Dakar City. Ce jeu en 2D sorti sur mobile s’empare de problématiques sociétales en mettant le joueur dans la peau de Mamadou, un enfant talibé à la recherche de ses parents biologiques,,.
En juin 2015, le studio Black Division Games sort sur mobile, Nairobi X, le premier jeu vidéo indépendant africain jugé de qualité professionnelle. Ce jeu vidéo de tir à la première personne au scénario apocalyptique propose au joueur d'incarner un soldat membre d'une des unités d'élite kényane et devant lutter contre des extra-terrestres venus récupérer une arme surpuissante localisée dans la coupole du Centre de conférence international Kenyatta, puis détruire le monde. Le jeu vidéo connaît un vif succès avec plus de 21 000 téléchargements en l'espace de deux mois,.
En décembre 2015, le studio LimPio Studio sort The Boy In Savannah, le premier jeu vidéo togolais. Ce jeu d'aventure en 2D propose au joueur d'incarner un petit garçon qui évolue dans la savane. La deuxième version du jeu, accessible sur Android, est parue en octobre 2016,.
Le 14 avril 2016, après 13 ans de développement, le studio Kiro'o Games sort sur la plate-forme Steam, Aurion : L’Héritage des Kori-Odan, le premier jeu vidéo camerounais,. Le studio à l'origine du jeu a eu beaucoup de mal à devenir opérationnel, environ 10 ans, rencontrant des problèmes d'accès à internet et à l'électricité. Olivier Madiba, à l'origine du projet, explique qu'il s'agit d'un jeu "fantasy" assez différent des jeux habituels du genre, étant donné que la thématique est celle des racines africaines. Vingt-cinq dessinateurs et programmeurs ont participé au projet. Le jeu a pu sortir grâce à un appel à contribution lancé mi-2013 ayant permis de récolter 120 millions de francs CFA, soit environ 183 000 euros,,.
Le 13 juin 2016, Ubisoft ferme son studio de 48 salariés basé à Casablanca. Le studio avait participé à la création d’une trentaine de jeux,.
Le 26 août 2016, Mahaman Sani Housseyni Issa (fondateur du studio MOGMedia Design), un jeune infographiste nigérien sort Les Héros du Sahel, le premier jeu vidéo nigérien. Ce jeu d'action en 2D jouable sur Android propose au joueur d'incarner "Shamsou", un super-héros portant une tunique aux couleurs du drapeau national nigérien et utilisant l'énergie solaire pour combattre ses ennemis,,. Le jeu connait un certain succès avec notamment 4 000 téléchargements dans les 2 premières semaines de sa sortie et près de 10 000 téléchargements en deux ans. Les Héros du Sahel est plus tard décliné en "Shamsou le guerrier soleil", une bande dessinée qui raconte en détail l'origine du super-héros. Un film d'animation est également en cours de production au Niger par le studio MOGMedia Design (studio du jeune infographiste) et le studio GLADISK (studio de Galadima Issaka, l'ami d'enfance de l'infographiste),. MOGMedia Design publiera par la suite 3 autres jeux : KASHE MACIZAI,, sortie le 27 avril 2017, Dan Kwarai, sortie le 12 juin 2017, et JIRGUIN KASSA, sortie le 6 février 2018, avant d'être finalement suivi par ReiviloDius Art, un second studio nigerien qui publiera le 14 avril 2018 son jeu SODJA,.
En août 2016, le studio Irooko sort Les Aventures de Béhanzin, le premier jeu vidéo béninois. Ce jeu vidéo sortie sur Android met le joueur dans la peau du roi Béhanzin, une figure historique de la résistance africaine contre le colonialisme.
Le 15 mars 2017, le studio Lomay sort sur Android Gazkar, le premier jeu vidéo de course malgache. Ce jeu propose au joueur de parcourir les rues d'Antananarivo en utilisant des modèles de véhicules similaires à ceux utilisés au quotidien dans la capitale,,.
En 2018, Hervé Yvis, un développeur franco-nigérien, crée ZakiGames; la première plateforme conçue dans le but de promouvoir les jeux vidéo africains. Avec pour ambition d'utiliser l'essor du marché du jeu vidéo en Afrique comme levier pour accélérer son développement éducatif et économique, et de par la même occassion mettre en avant son patrimoine culturel; la plateforme a pu présenter à ses utilisateurs des jeux vidéo tels que Lamb (Lutte sénégalaise) de DofSoftware, Kissoro Tribal Game (Variante de l'Awalé) de Masseka Game Studio, ou encore TOTEM: Légende Africaine (Totem (objet rituel)) de MOGMedia Design. La plateforme était accessible via un site web ainsi que via une application Android téléchargeable sur le Google Play Store,,.
En 2020, Ousmane William Kebe, un jeune développeur sénégalais sort sur Android "Car Rapide Senegal",. Ce jeu vidéo met en vedette le "car rapide", transport en commun emblématique du Sénégal.
En août 2022, Teddy Kossoko (fondateur de Masseka Game Studio) annonce la mise en ligne de Gara, une plateforme accessible via un site web et via une application Android. Gara a 2 objectifs : simplifier la vente de contenus créatifs (jeux vidéo et livres numériques) en Afrique grâce au support des principaux moyens de paiement utilisés sur le continent, et promouvoir les contenus créatifs (jeux vidéo et livres numériques) en provenance d’Afrique.
En août 2023, le studio MOGMedia Design annonce un remake en 3D du jeu vidéo Les Héros du Sahel.

## Médias et événements
La ville de Johannesbourg en Afrique du Sud, accueille chaque année une foire aux jeux vidéo nommée « rAge ».
Il n'existe qu’un seul magazine consacré au jeu vidéo et aux nouvelles technologies sur le continent, NAG online (New Age Gaming online).

## Industrie
Les quelques éditeurs africains sont confrontés au piratage, à des difficultés de financement et de distribution, ainsi qu'à un manque de personnel compétent. Quelques jeux ont néanmoins bénéficié d'aides publiques tels qu'Aurion : L’Héritage des Kori-Odan, le jeu du studio camerounais Kiro'o Games, qui a reçu le parrainage du ministère des Arts et de la Culture camerounais.
En 2012, l'Afrique du Sud était en tête dans l'économie du jeu vidéo des pays d'Afrique, avec 1,7 milliard de rand de chiffre d'affaires au total, et 3,5 millions de joueurs, un chiffre d'affaires deux fois plus élevé que celui de la musique.
Sur le classement 2017 des 100 plus grands pays au monde consommateurs de jeux vidéo en termes de revenus, l’Afrique n’est représentée que par 7 pays :  l’Egypte (41e), le Nigeria (45e), l’Afrique du Sud (54), l’Algérie (57e), le Maroc (59e), le Kenya (87) et la Tunisie (89).

### Studios et développeurs
- Betsaleel Studio (Cameroun)[62]

- Celestial Games (Afrique du Sud)[7],[8]

- Cyan Girls (Sénégal) [18],[19]

- Illimix 3D studio (Cameroun)[63]

- Irooko (Bénin)[47]

- Kayfo (Sénégal)[63]

- Kiro'o Games (Cameroun)[31]

- Kola Studios (Ouganda)[64]

- Kuluya (Nigeria)[64]

- Leti Arts (Ghana, Kenya)[64],[7]

- Lomay (Madagascar)[65]

- LimPio Studio (Togo)[29],[30]

- Maliyo Games (Nigeria)[64]

- MOGMedia Design (Niger)[34]

- Nelli Studio (Madagascar) [23]

- Ousmane William Kebe (Sénégal)[66]

- Ousseynou Khadim BEYE (Sénégal)[67]

- Picseru (Sénégal)[63]

- Wesley Kirinya (Kenya) [1],[2],[3],[4]

- Work'D (Côte d'Ivoire)[63]

## Pratique et formation
Le pratique du jeu vidéo en Afrique est assez singulière puisque sur le continent, du moins en Afrique subsaharienne, il est pratiqué presque exclusivement dans des salles spécialisées, et sur quelques jeux ciblés uniquement, du fait du manque de matériel domestique.
En Afrique de l'Ouest et Afrique équatoriale, le marché est plus restreint, il n'y a que très rarement de consoles de jeu, le développement s'est principalement orienté dans les années 2010 dans le domaine des jeux sur smartphones.
Jjiguene Tech Hub, association formée d'une trentaine de volontaire (2015) fondée en 2012 par Marième Jamme et formant à l'informatique au Sénégal.
Un campus pour former les étudiants aux métiers du jeu vidéo avait été créé par Ubisoft à proximité de son studio de Casablanca mais a été fermé un an et demi plus tard,.
À Yaoundé (Cameroun), il existe une association des gamers de Yaoundé "Kamer Games Yaoundé".